# Hendrikumõisa
Hendrikumõisa – wieś w Estonii, w prowincji Viljandi, gminie Viljandi. Do 20 października 2013 w gminie Paistu. 
Archaiczna nazwa wsi z 1839 to Heinrichhof.